# Paulista, Paraíba
Paulista este un oraș în Paraíba (PB), Brazilia.